# Ebba Blitz
Ebba Ulrika Margareta Blitz, född 8 januari 1971, är en svensk programpresentatör, sångerska (jazz) och  TV-programledare. Hon började sin karriär på ZTV och har därefter bland annat lett reseprogrammet Reslust på TV4. Hon var programledare för Draknästet i SVT 2009–2010. Sedan 2015 är hon VD för Alertsec. 
Blitz utsågs 1995 till Filipstads ambassadör.
Blitz är gift med företagaren Fredrik Lövstedt (styrelseordförande i Björn Borg AB).

## Lista över program med Ebba Blitz
- När & Fjärran
- Körgalan Toner för miljoner
- Draknästet (2009–2010)
- Tillsammans för världens barn (2009)
- På spåret 2010–2011 (deltagare med Adam Alsing)[1]